# Związek gmin Raum Bad Boll
Związek gmin Raum Bad Boll – związek gmin (niem. Gemeindeverwaltungsverband) w Niemczech, w kraju związkowym Badenia-Wirtembergia, w rejencji Stuttgart, w regionie Stuttgart, w powiecie Göppingen. Siedziba związku znajduje się w miejscowości Bad Boll, przewodniczącym jego jest Hans-Rudi Bührle.
Związek zrzesza sześć gmin wiejskich:
- Aichelberg, 1294 mieszkańców, 4,01 km²
- Bad Boll, 5205 mieszkańców, 10,95 km²
- Dürnau, 2083 mieszkańców, 5,37 km²
- Gammelshausen, 1464 mieszkańców, 3,31 km²
- Hattenhofen, 2933 mieszkańców, 7,64 km²
- Zell unter Aichelberg, 3028 mieszkańców, 6,39 km².